# Clemens Taesler
Clemens Taesler (* 26. Juni 1887 in Breslau; † 23. Februar 1969 in Beerfelden) war ein deutscher freireligiöser Pastor  und Schriftsteller.

## Leben
Clemens Taesler studierte Philosophie, Kultur- und Religionsgeschichte an den Universitäten Breslau, München und Leipzig. Er wurde bekannt als Autor und war Mitbegründer der Breslauer Dichterschule.
Nach dem Austritt aus der Katholischen Kirche war er 1911 Prediger der Freireligiösen Gemeinde Freiburg in Schlesien und von 1912 bis 1916 der Gemeinde Görlitz. Danach war er Prediger in den Gemeinden Danzig, Tilsit und Königsberg und blieb dann von 1918 bis 1962 in der Gemeinde Frankfurt am Main.
Aufgrund seiner Predigten wurde er mehrmals wegen Gotteslästerung und Beschimpfung der Kirche angeklagt, aber jedes Mal freigesprochen.
Am 1. Mai 1933 wurde er Mitglied der NSDAP. 1934 erhielt er durch die Nationalsozialisten Vorlesungsverbot.
Auf Taeslers Anregung wurde die Freireligiöse Gemeinde Frankfurt 1948 umbenannt in „Unitarische Freie Religionsgemeinde“. Der von ihm 1927 gegründete und 1933 verbotene Deutsche Unitarierbund für freie religiöse Kultur wurde 1949 neubelebt, und Taesler wurde Präsident des Bundes.

## Publikationen
- Felix Dahn. 9. Febr. 1834, Hamburg; 9. Febr. 1909, Breslau; Festschrift zum 75. Geburtstage. Hrsg. von d. Vertretung der freien Studentenschaft Breslau durch Clemens Taesler. Mit Dahns Bildn. u. e. Orig. Faks. Verlag Freistudentischer Schriften, Charlottenburg 1909.
- Zwischen den Toren der Ewigkeit! Ein Buch der Andacht f. freie Menschen in Dichtungen. Oldenbourg, Berlin 1919.
- Der Tod und die Toten – Eine Herbst- u. e. Totengedächtnis-Betrachtg nebst 3 Gedichten von Zeitlichkeit u. Ewigkeit; Für Gottsucher innerhalb u. außerhalb aller Bekenntnisse. Drei-Ringe-Verlag, Frankfurt am Main 1926.
- Goethe als Deutscher. Drei-Ringe-Verl., Frankfurt 1926.
- Die klassischen Dichter des deutschen Idealismus und die deutsche Freimaurerei. Vortrag, gehalten auf dem 5. Gemeinschaftstag des Vereins deutscher Freimaurer zu Dresden, 26. Sept. 1927, Verein deutscher Freimaurer, Leipzig 1928.
- Die Religion als Lebenshalt – Religiöse Ansprache zur Morgenfeier der Freireligiösen Gemeinde Frankfurt a. M., Frankfurter Rundfunk am 28. Mai 1933. Verl. Freie Religion, Mainz 1934.
- Der liebe Gott und der eherne Gott – Eine Scheidung der Geister. Verlag Freie Religion, Mainz 1940.
- Unsere deutsche freie Religion als Gesinnung und Tat Konfirmations-Predigt. Verl. Freie Religion, Mainz 1940.
- Zehn Grundgedanken unitarischer Religion. Dt. Unitarier-Bund, Frankfurt am Main 1948.
- Vom göttlichen Licht in uns! Religiöse Ansprache zur Morgenfeier d. Unitarischen Freireligiösen Gemeinde Frankfurt a. M. (gegr. 1845) durch Radio Frankfurt a. M. am 11. Januar 1948. Dt. Unitarier-Bund, Frankfurt am Main 1948.
- Die Religion als Lebensgehalt. Pfarramt der Unitarischen Freien Religionsgemeinde, Frankfurt am Main 1948.
- Unter dem Lichte der Sonne! Ein Buch weltl. u. religiöser Andacht in Gedichten u. Sprüchen. Dt. Unitarier-Bund, Frankfurt am Main 1958.